# Supercopa Sudamericana
Supercopa Sudamericana, znany także pod nazwą Supercopa Libertadores, Supercopa America, Supercopa João Havelange oraz w skrócie Supercopa – piłkarskie rozgrywki klubowe w Ameryce Południowej, rozgrywane w latach 1988–1997 pomiędzy dotychczasowymi triumfatorami Copa Libertadores. W 1998 został zastąpiony przez puchary Copa Mercosur oraz Copa Merconorte.
W roku 2002 połączono puchary Copa Mercosur i Copa Merconorte tworząc Copa Sudamericana. Supercopa Sudamericana był w Ameryce Południowej drugim pod względem ważności pucharem po Copa Libertadores.

## Finaliści Supercopa Sudamericana
- 1988 –  Racing Club –  Cruzeiro EC 2:1 i 1:1
- 1989 –  Boca Juniors – Independiente 0:0 i 0:0, karne 5:3
- 1990 –  Club Nacional de Football –  Club Olimpia 0:3 i 3:3
- 1991 –  River Plate –  Cruzeiro EC 2:0 i 0:3
- 1992 –  Cruzeiro EC –  Racing Club 4:0 i 0:1
- 1993 –  CR Flamengo –  São Paulo 2:2 i 2:2, karne 4:5
- 1994 –  Boca Juniors – Independiente 1:1 i 0:1
- 1995 –  Independiente –  CR Flamengo 2:0 i 0:1
- 1996 –  Cruzeiro EC –  Vélez Sarsfield 0:1 i 0:2
- 1997 –  São Paulo –  River Plate 0:0 i 1:2

## Kluby – zdobywcy pucharu
| Liczba | Klub            |
| ------ | --------------- |
| 2      | Cruzeiro EC     |
| 2      | Independiente   |
| 1      | Boca Juniors    |
| 1      | Club Olimpia    |
| 1      | Racing Club     |
| 1      | River Plate     |
| 1      | São Paulo       |
| 1      | Vélez Sarsfield |

## Zdobywcy pucharu według krajów
| Liczba | Klub      |
| ------ | --------- |
| 6      | Argentyna |
| 3      | Brazylia  |
| 1      | Paragwaj  |

- Supercopa Sudamericana – wszystkie wyniki